# Santa Croce in Gerusalemme
Santa Croce in Gerusalemme är en fornkristen basilika i Rom, en av de sju vallfartskyrkorna. Där finns bland annat ett altare helgat åt reliker, bitar av korset, tre droppar mjölk från Jungfru Marias bröst, bitar av krubban, törnen från törnekronan samt aposteln Tomas pekfinger.

## Titelkyrka
Santa Croce in Gerusalemme är sedan omkring år 600 titelkyrka.
Kardinalpräster under 1900- och 2000-talet
- Pierre-Lambert Goossens (1889–1906)
- Benedetto Lorenzelli (1907–1915)
- Willem Marinus van Rossum (1915–1932)
- Pietro Fumasoni Biondi (1933–1960)
- Giuseppe Antonio Ferretto (1961)
- Efrem Forni (1962–1976)
- Victor Razafimahatratra (1976–1993)
- Miloslav Vlk (1994–2017)
- Juan José Omella Omella (2017–)